# ناحية أمير أباد (مقاطعة دامغان)
ناحية أمير أباد (بالفارسية: بخش امیرآباد) هي ناحية في مقاطعة دامغان التابعة لمحافظة سمنان في إيران. في تعداد عام 2006، كان عدد سكانها 9,026 نسمة في 2,717 عائلة. فيها مدينة واحدة: اميريه، وثلاث أقسام ريفية: قسم قهاب رستاق الريفي وقسم قهاب صرصر الريفي وقسم توية دروار الريفي.